# Local Multipoint Distribution Service
Local Multipoint Distribution Service (LMDS) – technologia szerokopasmowego bezprzewodowego dostępu do internetu, wykorzystująca transmisję radiową w paśmie wysokich częstotliwości 20-40 GHz (w USA 31,0 – 31,3 GHz), w obrębie obszarów o powierzchni kilku kilometrów kwadratowych. Technologia ta umożliwia dobrej jakości transmisję o wysokiej przepustowości nawet do 1 Gb/s. Transmisja w paśmie 26–28 GHz nie powoduje żadnych zakłóceń w pracy urządzeń nadawczo-odbiorczych innych operatorów, charakteryzując się jednocześnie wysoką odpornością na zakłócenia. Jest jednak podatna na wpływ warunków atmosferycznych.
Technika ta jest wykorzystywana w wielu firmach chcących mieć duże bezpieczeństwo przesyłanych informacji.
W systemach LMDS stosujących do transmisji platformę DVB (ang. Digital Video Broadcasting) wyróżnia się dwa kanały pomiędzy dostawcą usług i użytkownikiem:
1) rozsiewczy (BC – Broadcast Channel) – jednokierunkowy szerokopasmowy kanał rozsiewczy przenoszący sygnały wizyjne, foniczne i danych; kanał ten jest tworzony dla użytkownika przez dostawcę usług; może on zawierać łącze zapewniające przenoszenie usług interaktywnych w relacji dostawca usług – użytkownik;
2) interakcyjny (IC – Interaction Channel) – jako dwukierunkowy kanał interakcyjny utworzony pomiędzy dostawcą usług i użytkownikiem, składający się z:
- łącza zwrotnego od użytkownika do dostawcy usług, stosowanego głównie do przesyłania zapytań do dostawcy lub do przesyłania odpowiedzi do dostawcy,
- łącza podstawowego (do użytkownika), stosowanego do przesyłania informacji przez dostawcę usług do użytkownika; kanał ten może być zintegrowany z kanałem rozsiewczym, może również nie być wymagany przy świadczeniu niektórych prostych usług przez kanał rozsiewczy.

W systemach tych stacja bazowa pełni funkcję punktu dostępowego, który może wysyłać w kierunku terminali duże porcje danych. W odróżnieniu od ruchomych systemów komórkowych urządzenie odbiorcze abonenta systemu LMDS jest nieruchome, a jego położenie – ustalone w obrębie danej komórki. Obecny rozwój technologii LMDS przebiega w kierunkach wyznaczanych przez dwa modele:
- jednowarstwowy,
- dwuwarstwowy.

Model jednowarstwowy tworzy jedną komórkę, w której urządzenia odbiorcze i nadawcze instaluje się na dachach wysokich budynków lub na odsłoniętych terenach wiejskich. Wszystkie anteny powinny być tak rozmieszczone, aby nic ich nie przysłaniało, stłumienie sygnałów wysokiej częstotliwości jest bowiem bardzo łatwe. System pracuje wówczas na częstotliwościach 26 – 40 GHz.
Dwuwarstwowe konstrukcje składają się z makrokomórek i mikrokomórek. Makrokomórki wykorzystują do transmisji częstotliwości z zakresu 26 – 40 GHz, a ich promień z reguły nie przekracza 3 km. Stanowią one rdzeń architektury i mogą być widziane jako tradycyjna część systemu jednowarstwowego. Makrokomórki są dalej dzielone na mikrokomórki działające na niższych częstotliwościach (typowo: 5 lub 17 GHz).
Aby zagwarantować dużą skuteczność wykorzystania widma, w systemie LMDS stosuje się zaawansowane techniki modulacji. Najczęściej są to modulacje kwadraturowe QPSK, 16QAM i 64QAM. W najnowszych systemach przewiduje się stosowanie wszystkich trzech albo pary QPSK w połączeniu z 16QAM lub 64QAM. Gdy wymagana jest duża pojemność, rzędu Mb/s na km², abonent zaś znajduje się blisko, można korzystać z modulacji 64QAM i 16QAM. Jeśli abonent znajduje się w znacznej odległości od stacji bazowej, system automatycznie zmienia rodzaj modulacji na QPSK.
W łączu radiowym terminal-stacja bazowa jako metodę dostępu stosuje się wielodostęp:
- TDMA – z czasowym przydziałem kanału każdemu z użytkowników; szczeliny czasowe mogą być wykorzystywane przez wielu użytkowników,
- FDMA – z podziałem częstotliwościowym każdemu z użytkowników; przydzielenie każdemu z użytkowników pewnego wydzielonego pasma częstotliwościowego.

W systemie stosowane są trzy podstawowe typy protokołów dostępu:
- protokół losowy – użytkownik może przesłać wiadomość w dowolnym czasie, może ona jednak wejść w kolizję z wiadomością wysłaną przez innego użytkownika;
- protokół rezerwacyjny – oparty na rezerwacji skończonej liczby szczelin dla danego NIU (ang. Network Interface Unit – interfejs dostępu do sieci);
- protokół rezerwacyjny – oparty na rezerwacji określonej przepustowości wymaganej przez dany NIU.

Typy protokołów są dobierane dynamicznie. Interfejsy sieciowe użytkownika uzyskują informację, czy w danym momencie mogą stosować protokół losowy, czy jeden z protokołów rezerwacyjnych.
Obliczanie przepustowości dla poszczególnych modulacji:
- dla 4-QAM jest to 1,5 b/s/Hz
- dla 16-QAM jest to 3,5 b/s/Hz
- dla 64-QAM jest to 5 b/s/Hz